# Nicholas Mayall
Nicholas Ulrich Mayall (Moline, 9 maggio 1906 – Tucson, 5 gennaio 1993) è stato un astronomo statunitense.
Dopo aver ottenuto il suo dottorato nel 1928 presso l'Università della California a Berkeley, iniziò a lavorare come calcolatore presso l'osservatorio di Monte Wilson dal 1929 al 1931, dove divenne assistente di Edwin Hubble, Paul Willard Merrill, e Milton Lasell Humason. Quest'attività l'ha portato a scrivere diversi articoli relativi alla massa e all'orbita di Plutone insieme a Seth Barnes Nicholson e altri, poco dopo la scoperta del pianeta nano.
Lavorò all'osservatorio Lick dal 1934 al 1960, eccetto per un breve periodo passato al Radiation Laboratory del MIT negli anni della seconda guerra mondiale. Durante la sua carriera all'osservatorio, Mayall contribuì enormemente all'arricchimento della conoscenza astronomica in fatto di nebulose, supernovae, origine, età e dimensioni dell'universo, movimenti interni delle galassie a spirale e redshift delle stesse.
Mayall ha scoperto nove novae. Giocò inoltre un ruolo significativo nella pianificazione e nella costruzione del riflettore da 120 pollici (3 metri) dell'osservatorio, che rappresentava un importante passo in avanti rispetto al precedente strumento da 36 pollici (0,91 metri).
A partire dal 1960 fu direttore dell'Osservatorio di Kitt Peak fino al 1971, anno del suo ritiro. Durante questi 11 anni, il Kitt Peak si affermò come uno dei più importanti osservatori del mondo assieme a quello di Cerro Tololo. Sotto la direzione di Mayall fu costruito il riflettore da 4 m, successivamente denominato in suo onore.
Quando morì, nel 1993, le sue ceneri vennero disperse su una cresta rocciosa nei pressi dell'osservatorio di Kitt Peak.

## Riconoscimenti

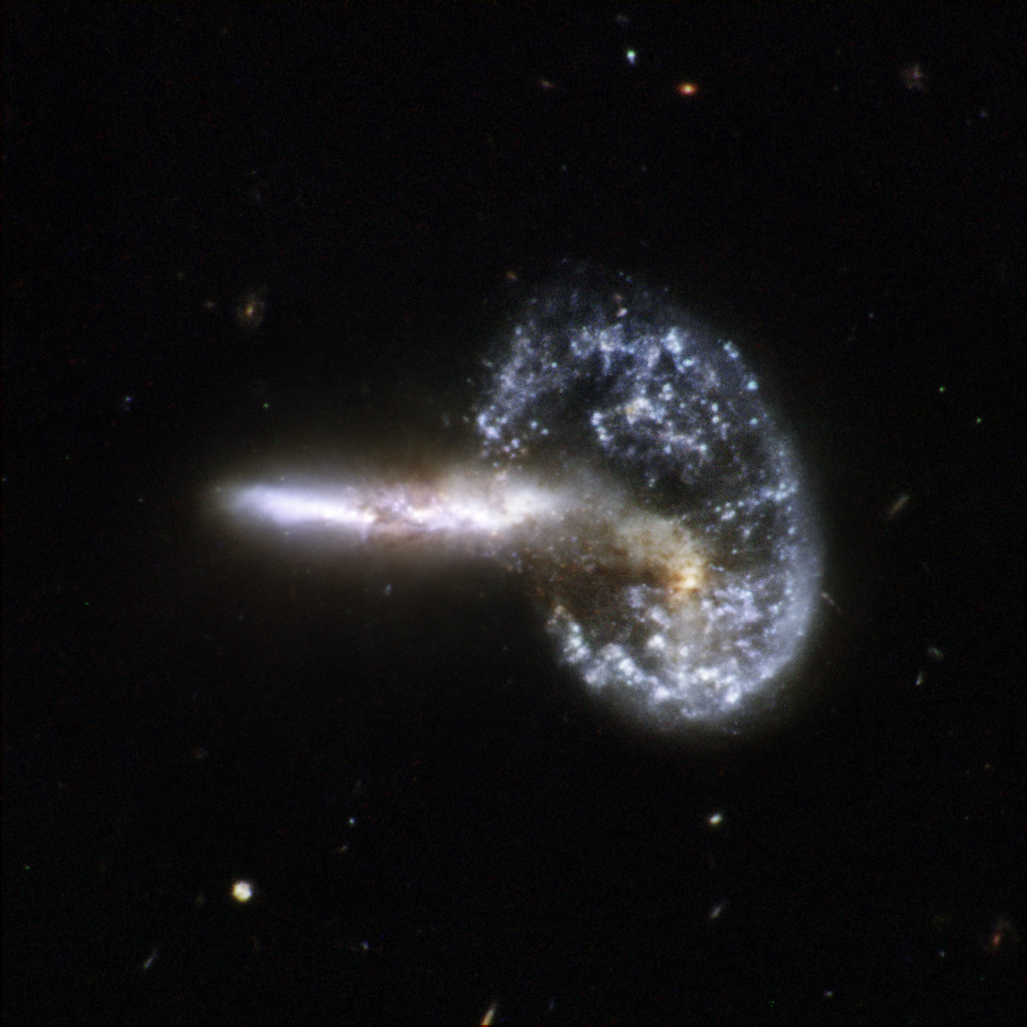
Arp 148 ripresa dal telescopio spaziale Hubble.

Diversi sono gli oggetti celesti scoperti da Mayall o dedicati a lui, tra questi:
- Mayall II, Mayall III, Mayall IV, Mayall V, e Mayall VI, una serie di ammassi globulari.
- Arp 148, conosciuta anche come Oggetto di Mayall, galassie interagenti.
- 2131 Mayall, asteroide scoperto nel 1975 da Arnold Richard Klemola.

Gli è stato inoltre intitolato il Telescopio Mayall dell'osservatorio di Kitt Peak.